# 虚無回廊
『虚無回廊』（きょむかいろう）は、小松左京の長編SF小説。

## 概要
謎の超巨大宇宙構造物「SS」を舞台に、探査のため人類が送り込んだ人工知性が多くの異星知性体と邂逅し、共に「SS」の謎と真理を追究する姿を描く。代表作『果しなき流れの果に』の流れを汲みつつ、「宇宙」「生命」「知性」「文明」「進化」「愛」と多くのテーマを内包した、小松SFの総決算というべき大作である。
小松は1970年代に入るとSFの執筆よりも社会評論の執筆比重が高まっていった。この時期に執筆されたSF作品は短編集『ゴルディアスの結び目』（1977年）のように純文学や思考実験を意識した入り組んだ作風になっていた。1970年代後半からは日本で本格的なSF映画を作るという動きにも精力的に活躍し『さよならジュピター』を残し、次世代のSF作家に大きな影響を残している。また、1980年代になって『首都消失』を連載し、日本SF大賞を受賞するなど、日本SF史に重要な事蹟を残している。
しかしながら、この時期には初期（1960年代以前）の小松作品を特徴づける壮大で思弁的な世界観を持つSF作品は生み出されなかった。『虚無回廊』はこういったブランクを越えた「小松的」なファン待望の、（結果として）最後となる長編小説であった。
作中に登場する遠藤秀夫（HE）と彼が作った人工実存（HE2）の関係は父と子になぞらえられており、東浩紀はHEが人間実在(Human Existence)の略の意味も含まれるのではないかと推測し、「子が父を捨て、故郷には戻らないと宣言する物語」としている。また、小松の『果しなき流れの果に』との類似性を指摘し、反復であり、乗り越えであると推測している。
瀬名秀明は本作の2大テーマを「一般自然言語は存在するか?」「宇宙の向こう側はどうなっているのか?」であるとし、この2大テーマをぎりぎりまで書き切ったと評している。また、瀬名は『虚無回廊』を元にして短編「ミシェル」を執筆している。瀬名は「ミシェル」で宇宙論の部分を書かずにいたが、高島雄哉の短編「ランドスケープと夏の定理」を、その部分を埋めてもらった気分と評し、「ランドスケープと夏の定理」が執筆された2014年を「『虚無回廊』が完結した年」だと評している。

### 執筆経緯
- 1981年、小松左京研究会の講演にて「突如出現した全長2光年の宇宙船を調査する」という新作の構想を語っている。
- 1985年、徳間書店『SFアドベンチャー』誌にて連載開始。当初は『首都消失』での日本SF大賞受賞記念の短編が掲載される予定だったが、突然小松から連載1回目の原稿が送られてきた。
- 1987年、小松が大阪花博の総合プロデューサーに就任し、多忙となったために連載が一時中断、徳間書店よりそれまでの掲載分を纏めた単行本2巻が刊行された（後に文庫化）。
- 花博終了後の1991年より連載再開されるも、翌1992年に掲載誌の編集方針変更により連載打ち切りとなった。
- 2000年に単行本未収録分を収録した第3巻が角川春樹事務所より刊行された（前2巻も同社から復刊、後に全て文庫化）。その後書きで小松は再開への強い意欲を滲ませていたが、実現しないまま2011年の小松の死去により未完に終わった。同年、徳間書店より全1巻の合本版（ハードカバー）が刊行された（後に電子書籍化）。
- 2016年1月、公立はこだて未来大学の松原仁らの人工知能研究グループが人工知能による長編小説執筆のための分析用の資料として小松の著作権管理事務所「小松左京ライブラリ」より、全作品のテキストデータの提供を受けていたことが発表され、『虚無回廊』の完結が期待されている[3]。松原らのグループは「きまぐれ人工知能プロジェクト 作家ですのよ」として、星新一の作品を分析し、人工知能によってショートショートを自動生成させ、2015年9月には自動生成されたショートショートを第3回星新一賞に応募している。

## あらすじ
地球から5.8光年の距離に突如出現した、長さ2光年、直径1.2光年という驚異的スケールの円筒形の物体「SS」。しばしば消滅したり光速度以上の速度で移動している「SS」は人工物だと予想され、人類は探査機を送り込むことを計画する。
直接人間が赴くには距離・時間的に困難であり、一方で知的生命の存在が示唆されたことから従来の無人探査機では能力不足とされた「SS」探査任務の担い手として選ばれたのは、若き天才人工知能開発者・遠藤秀夫がAIを越える物として開発していた「人工実存（Artificial Existence：AE）」だった。
10年の歳月を掛けて、遠藤自身の分身として完成されたAE「HE2」は遂に「SS」への探査行に出発する。しかし30年以上を掛けて「SS」近傍に達した所で、疑似体験システムで繋がっていた遠藤の突然の死を知ったHE2は「義務遂行契約の破棄」を宣言、地球との連絡を断つ。
「SS」に到達したHE2は、そこで「タリア6」や「老人」を始め、同様に「SS」の謎に惹かれて集まっていた多くの異星知性体と遭遇する。彼らはあるものは激しく対立し、あるものは種族の壁を越えて協力しながら、「SS」という驚異的な存在の謎を探求していく。

## 登場人物
遠藤秀夫（ヒデオ・エンドウ）
HE2の開発者。
その死は、HE2を解放するための自殺であった可能性もあることが作中でほのめかされている。

### バナー情報科学財団中央研究所
アンジェラ・インゲボルグ（アンジェラ・エンドウ）
遠藤の助手となり間もなく結婚するが、やがて研究の方向性と夫婦生活の双方で破綻、悲劇的結末を迎える。
マイケル・ジョン・ダン
研究所の副所長。HE開発を援助する。

### 恒星間航行研究所
ダニエル・ダン
計画部長（後に副所長に昇進）。マイケル・ジョン・ダンの弟。「SS」探査計画の推進役でHE2の「スーツ」の開発も担当。
マルコム・ダウンズ
「SS」探査計画主任。
ミセス・ブラウン
「SS」探査計画メンバー。夫の趣味で男性に性転換した。
ピート
「SS」探査計画メンバーの黒人青年。イタズラ好きでHE2にピアノ演奏や様々な遊技を教える。

### 宇宙倫理委員会
ウィリアム・ドーセット
委員会事務局の秘書課長代理。
ケン・ズウ
世界連邦前大統領で委員会座長。大統領補佐官時代から宇宙開発の「百年計画」を推進する。
ミシェル・ジュラン
委員会メンバー。天才的言語学者で、遠藤も尊敬しAEや異星知性とのコミュニケーション研究に多大な影響を受けた。後に奇妙な自殺を遂げる。
タロ・ダキニ師
委員会メンバー。ラマ教の高僧。「人工実存」のコンセプトに疑問を呈する。
アブドラル・カセム
委員会メンバー。ズウ政権を企画官僚として支えた。AE量産計画を推進する。
ハンス・クライスト
委員会メンバー。「SS」の出現による「百年計画」の頓挫を危惧している。

### AE（Artificial Existence）
HE2（ヒデオ・エンドウ2）
遠藤が「SS」探査用に開発したAEの最初の実用機。自身も「エンドウ」と称している。遠藤自身の人格をモデルとしている。
本作は序章を除き、HE2の個人的記録と言う体裁を取っており、HE2の一人称で語られている。

#### VP
HE2がサブAI内に助手として作り出した6体の仮想人格（Virtual Personality）。
アスカ
コミュニケーション担当。ミシェル・ジュランの理論を基にした異星言語解析のエキスパート。
ベアトリス
唯一の女性型VP。補給・資材担当。
クリス
操船担当。
デイヴ
戦闘・防衛担当。かなり気が荒い。
エド
ハードウェア担当。
フウ
情報・システム管理担当。
アンジェラE
アンジェラ・インゲボルグがHEの補佐として制作していたAE。Eはエンブリオ（胎児）の略。彼女の死後は遠藤が自宅に引き取り、妻の姿を模したロボットボディに入れられて彼女の役を演じていたが、一方で通信回線を介してHE2と密かに連絡を取っていた。遠藤の死後は量産型AEの教育係を務め、自身もHE2を追って宇宙に行くことを願っている。

### 異星知性体
タリア6
HE2が「SS」で最初に遭遇した異星知性。タル系異星文明が送り出した6番目の宇宙探査用人工知性体。地球より進んだ科学技術で製作されているため、システムの耐久性などの機体性能ではHE2を凌駕しているが、頭脳部分は基本的にAIであるため目的を主体的に決定するような自由意思はない。このため、主人であるタル系異星文明が近傍恒星の新星化により絶滅したことを知っても探査ミッションの変更を行うことができなかったが、HE2との出会いにより自ら希望してHE2の指揮下に入る。
「老人」
地球人の老人を思わせる風貌の異星人。一億年という生涯に裏付けられた深遠な知識と精神の持ち主で、HE2の「SS」探索の導師となる。
クワル
「老人」の同族の友人で宇宙生物学者。
ヴィン
「SS」制圧を目的に戦闘を繰り返している異星生命体。
ガハ
ヴィンの対抗勢力。
「都市」（ラ・ファ17）
ラ・ファ族の宇宙都市。自身の知性と変形・移動能力を持つ。
モー
ラ・ファ族の知的僕。モーというのは種族名であり、固有名詞ではない。蛇のような形態をした生物で、体の一部をサイボーグ化している。「都市」内の聖域で「星の卵」のメッセージ解読に従事していたが、修辞技法（言わば、純粋な情報伝達のためには無駄、無意味な言い回しや繰り返し）についての理解に乏しく、解読は困難を極めていた。アスカの解読能力に感服する。
ベルム
「都市」の主人であるラ・ファ族の首長。「SS」との通信の解読でアスカに助けを求める。
「森」
「SS」内で数万年前から自己増殖を行っている知性体。複数の動物、植物による複合共生体が知性体を構成しており、その面積は約40万平方km。広大な情報ネットワークを持ち、「SS」探査の相互協力を目的とした異星知性体同士の会議を主催する。
ドルードル
SSへの到着は約7,200年前。「森」が主催した会議において、SSの内部探査結果を発表する。
ン・マ
「森」が主催した会議において、SSの構造、発生について独自の研究結果を発表した種族。約4,000年前から母恒星系の宇宙開発を始めており、SSに到達したのは約1,000年前。

### 用語
SS（Super ShipまたはSuper Structure）
長さ2光年、直径1.2光年の物体で、材質や人工物かどうかを含めて一切が不明。不定期に「ジャンプ」をする。「森」の推定では宇宙に誕生してから100億年以上。
AE（Artificial Existence）
人工実存。
AIとは違い、人間と変わらない個性と判断力、すなわち主体性を持つ人工の知性系。人間に比べて過酷な環境によく耐え、想定外の事態に遭遇しても人間のような臨機応変の対応が期待されることからSS探査用に実用化された。
地球では、HE2の打ち上げ以降、SS探査のためにAEの量産が進められている。
星の卵
SSから放出されたと思われる「隕石」。異なる元素の層を成しており、SSからのメッセージであった。
たとえば、ウラン、ニッケル、バナジウム、エルビウム、セレンの順で並んでいたら、これを元素記号に置き換えてU,Ni,V,Er,Seと解し「UNIVERSE」とするような「元素暗号」が用いられていた。無論、地球の言語で定めた元素記号は関係がないが、各元素を原子の量の順に並べることは全ての宇宙で共通であり共通言語となりうる。
なお、星の卵の構成元素に鉄以上に重い元素が含まれていないこと（超新星元素合成が行われる以前に発生したことを示唆する）、さらに内部に陽子崩壊の痕跡が見られたことなどから、前述のSSの年齢が見積もられた。

## 書誌情報
- 徳間書店ハードカバー版
  - 小松左京『虚無回廊 1』徳間書店、1987年11月。ISBN 978-4-1912-3555-7。
  - 小松左京『虚無回廊 2』徳間書店、1987年11月。ISBN 978-4-1912-3556-4。
- 徳間書店徳間文庫版
  - 小松左京『虚無回廊 1』徳間書店、1991年11月。ISBN 978-4-1957-9409-8。
  - 小松左京『虚無回廊 2』徳間書店、1991年11月。ISBN 978-4-1957-9410-4。
- 角川春樹事務所ハードカバー版
  - 小松左京『虚無回廊 3』角川春樹事務所、2000年6月。ISBN 978-4-8945-6192-2。
- 角川春樹事務所ハルキ文庫版
  - 小松左京『虚無回廊 1』角川春樹事務所、2000年5月。ISBN 978-4-8945-6690-3。
  - 小松左京『虚無回廊 2』角川春樹事務所、2000年5月。ISBN 978-4-8945-6691-0。
  - 小松左京『虚無回廊 3』角川春樹事務所、2008年10月。ISBN 978-4-7584-3374-7。
- 徳間書店合本ハードカバー版
  - 小松左京『虚無回廊』徳間書店、2011年11月。ISBN 978-4-198-63285-4。